# The National
The National es una banda indie rock estadounidense formada en 1999 en Brooklyn, Nueva York por amigos originarios de Cincinnati, Ohio. La banda está formada por Matt Berninger (voz), Aaron Dessner (guitarra, piano, teclados), Bryce Dessner (guitarra , piano, teclados), Scott Devendorf (bajo) y Bryan Devendorf (batería).
Cuatro de los álbumes de la banda fueron escogidos por NME entre los 500 mejores de todos los tiempos.
La composición e interpretación de las letras de la banda pertenece a Matt Berninger en un distintivo y profundo tono de barítono. El resto de la banda comprende dos parejas de hermanos, Aaron y Bryce Dessner y Scott y Bryan Devendorf.

## Historia

### Prehistoria (1999-2001)
Matt Berninger y Scott Devendorf se conocieron en 1991 mientras asistían al programa de diseño gráfico DAAP de la Universidad de Cincinnati, donde también conocieron a Mike Brewer, Casey Reas y Jeff Salem. Juntos, los cinco formaron la banda de garaje Nancy, lleva el nombre de la madre de Berninger, aspirando a sonar como Pavement. 
La banda estuvo unida durante cinco años y lanzó un álbum, Ruther 3429, en Wife Records antes de separarse después de que Berninger, Devendorf, Reas y Salem se mudaran a Brooklyn.
Bryan, Bryce y Aaron fueron amigos de la infancia que tocaron juntos en varias bandas a lo largo de los años. Cuando su último esfuerzo, el Proyecto Nim, se disolvió en 1998, se unieron a Matt y Scott en Brooklyn a través de la relación de Devendorf.
Cuando la banda se formó en 1999, se llamó "The National", aunque el nombre de dominio del sitio web de la banda es americanmary.com porque, según Matt Berninger, "es una canción de nuestro primer disco. Nunca pensamos en cambiar el nombre (del sitio web), aunque deberíamos haberlo hecho ". Varios de los miembros continuaron con sus trabajos diarios, mientras realizaban espectáculos gratuitos los domingos por la noche en el salón Luna Lounge del Lower East Side.

### The National (2001-2002)
Su primer álbum The National fue lanzado en 2001 en Brassland Records, un sello fundado por los miembros de la banda Aaron y Bryce Dessner, junto con su amigo Alec Hanley Bemis.

### Sad Songs for Dirty Lovers and Cherry Tree (2003-2004)
El segundo álbum de National, Sad Songs for Dirty Lovers, lanzado en 2003, fue la primera colaboración de la banda con los productores discográficos Paul Heck y Peter Katis, quienes más tarde también producirían los aclamados álbumes Alligator y Boxer de la banda. Después del lanzamiento del álbum, el reconocido DJ Bernard Lenoir los invitó a tocar en sus Black Sessions dos veces en France Inter. Publicaciones como Uncut y Chicago Tribune lo nombraron como el álbum del año.
En 2004, lanzaron el EP Cherry Tree. El EP presentó "All the Wine", una canción que aparecería en su próximo disco. El lanzamiento del EP obtuvo gran éxito y los llevó a una exitosa gira con The Walkmen.
En el mismo año, la banda dejó sus trabajos diarios y firmó con un nuevo sello, Beggars Banquet Records, porque el proceso de ejecutar su propia etiqueta se estaba volviendo "demasiado complicado".

### Alligator (2005–2006)
Su primer álbum en Beggars Banquet, Alligator, fue lanzado en 2005. El álbum fue recibido con mucha aclamación crítica y apareció altamente valorado en las listas de "Álbum del año" en Los Angeles Times, Insound, Uncut, y muchas otras publicaciones. El álbum permitió que la banda aumentara la exposición. NME y Pitchfork Media clasificaron a Alligator como uno de los mejores álbumes de la década de 2000. 
Alligator llevó a la banda a aumentar la asistencia a conciertos, incluidos espectáculos con entradas agotadas en The Troubadour en Los Ángeles y Webster Hall en Nueva York. También tocaron en numerosos festivales, incluido Pitchfork Music Festival 2006, Reading and Leeds Festivals, Pukkelpop y más.

### Boxer, A Skin, a Night and The Virginia EP (2007–2009)
Su cuarto álbum, Boxer, fue lanzado el 22 de mayo de 2007, y también recibió grandes elogios críticos. El álbum presenta contribuciones de varios artistas invitados, incluidos Sufjan Stevens y Doveman. La canción "Slow Show" de Boxer apareció en la serie de NBC Chuck and Parenthood, así como en One Tree Hill de The CW´s en su quinta temporada. La canción "Start a War" apareció en la serie internacional de ciencia ficción Defying Gravity, ABC's Brothers and Sisters, Fox's House, NBC's Parenthood, NBC's Friday Night Lights, La película de Liangoste titulada Warrior. La canción "Fake Empire" apareció en el estreno de la temporada 2 de la serie Hung de HBO, también en el noveno episodio, la temporada 5 de “Person of interest", y en el tercer episodio de la temporada 2 de Chuck de NBC y en el episodio piloto de Southland. Una versión instrumental de la canción apareció en el video de la campaña de Barack Obama "Signos de esperanza y cambio" durante su campaña presidencial de los Estados Unidos en 2008, y la canción también se jugó en la Convención Nacional Demócrata de 2008.
El 26 de septiembre de 2007, la banda interpretó "Apartment Story" en The Late Late Show con Craig Ferguson.
En el verano de 2008, junto con Modest Mouse, abrieron para R.E.M. en la gira promocional de R.E.M. álbum Accelerate. Ese verano tocaron en muchos festivales en Norteamérica y Europa, incluidos Coachella, Roskilde, Sasquatch, Glastonbury, Haldern Pop, Rock Werchter, Optimus Alive!, Oxegen, Benicàssim, Lowlands, O2 Wireless, T in the Park, All Points West y Lollapalooza.
Boxer hizo numerosas listas de "album of the decade", incluyendo Pitchfork Media, Aquarium Drunkard, Paste, y más. Ha vendido casi 430,000 copias en los EE. UU.
En mayo de 2008, la banda lanzó su primer largometraje documental titulado A Skin, a Night on DVD. La película, dirigida por el cineasta Vincent Moon, documenta la vida de la banda en torno a la grabación de Boxer y justo antes de un espectáculo en el lugar de Londres Koko. Junto con el lanzamiento del DVD había una colección de CD de lados B y rarezas titulada The Virginia EP. La colaboración de The National con Vincent Moon comenzó mucho antes de la filmación de A Skin, a Night. Vincent Moon descubrió la banda después del lanzamiento de su primer álbum y se hizo amigo de sus miembros después de un espectáculo en La Guinguette Pirate de París. Poco después de esta reunión, Moon filmó sus primeros videos musicales, que fueron para las canciones de The National "Daughters of the Soho Riots" y "Lit Up". La fotografía de Moon también aparece en la portada de Alligator.

### High Violet (2010–2012)
El 17 de febrero de 2009, Aaron y Bryce Dessner produjeron un álbum recopilatorio titulado Dark Was the Night y lanzado por 4AD (el nuevo sello de la banda después de que Beggars Banquet Records se fusionó con 4AD). La compilación de dos discos y 31 pistas fueron lanzadas en beneficio de la Organización Red Hot, y presentó una nueva canción de The National y Nico Muhly titulada "So Far Around the Bend". En el mismo año, The National colaboró con St. Vincent para contribuir con una versión de "Sleep All Summer" de Crooked Fingers a la recopilación de Merge Records! 20 años de registros de fusión:  The Covers!. El 6 de mayo de 2009, The National realizó "So Far Around the Bend" en Late Night with Jimmy Fallon.
The National contribuyó con una canción a Ciao My Shining Star: The Songs of Mark Mulcahy en septiembre de 2009, un álbum en apoyo del exlíder de Polaris, quien perdió a su esposa. Cantaron la canción de Polaris "Ashamed of the Story I Told", de su álbum Music from The Adventures of Pete & Pete.
El 10 de marzo de 2010, la banda interpretó "Terrible Love", la canción principal de High Violet, en Late Night with Jimmy Fallon. El 24 de marzo, la banda lanzó "Bloodbuzz Ohio", el primer sencillo del álbum, para su descarga gratuita en el sitio web oficial de High Violet. 
High Violet was released on May 11, 2010 in the U.S. to widespread critical acclaim. El álbum ha vendido más de 460,000 copias en los Estados Unidos y 850,000 copias en todo el mundo. High Violet es un álbum de oro en Canadá, Irlanda, Dinamarca, Bélgica, Australia y el Reino Unido. El 25 de octubre de 2010, recibió un premio Q, presentado por Bernard Sumner de Joy Division y New Order, al Mejor Álbum. Durante 2011, la banda aprovechó el éxito de High Violet y realizó numerosas giras por Norteamérica, Europa y Australia. Esto incluyó festivales en Irlanda, Alemania y Bohemia, como Heineken Open'er Festival, Reading and Leeds Festivals, Sziget Festival, Rock Werchter Festival, Skanderborg Festival, Electric Picnic, St. Gallen Open Air Festival y Latitude Festival. 
El 13 de mayo de 2010, la banda apareció en el Late Show with David Letterman, interpretando "Afraid of Everyone".
En 2011, The National fue nominado para un Brit Award por International Breakthrough Act y un MTV Performing Woodie. Dos de sus canciones, "Start a War" (de Boxer) y "About Today", aparecieron en la película Warrior.
El 9 de marzo de 2011, The National lanzó un video musical para Conversation 16 con John Slattery, Kristen Schaal y James Urbaniak. Dos días después, Valve Corporation anunció que la banda contribuiría con una canción original, titulada "Exile Vilify", para el videojuego Portal 2, y el 12 de abril de 2011, la banda lanzó "Think You Can Wait" de la banda sonora de la película Win Win.
El 20 de abril de 2011, The National tocó en el Teatro Starlight en Kansas City, Misuri. Durante el show, la banda tocó "About Today" y dedicó la canción en memoria de Gerard Smith de TV on the Radio, quien había muerto ese mismo día de cáncer de pulmón.
El 8 de diciembre de 2011, la banda se presentó en Q (el programa de radio CBC) frente a una audiencia en vivo. Dos nuevas canciones fueron interpretadas por primera vez: "Rylan" y "I Need My Girl". La tercera canción interpretada fue "Vanderlyle Crybaby Geeks", que contó con Justin Vernon de Bon Iver, que también estaba en el programa.
El 24 de marzo de 2012, los miembros de la banda, Scott Devendorf, Bryan Devendorf y Aaron Dessner, se presentaron con Bob Weir en un concierto en vivo, The Bridge Session, en Weir's TRI Studios para crear conciencia sobre la organización sin fines de lucro, HeadCount.
The National grabó The Rains of Castamere para el episodio "Blackwater" de la temporada 2 de Juego de Tronos.
También grabaron una versión de la canción "I'll See You in My Dreams" para la serie de televisión de HBO Boardwalk Empire, y una versión de la "Thanksgiving Song" de la serie de televisión de Fox Bob's Burgers.
El 9 de diciembre de 2012, estrenaron tres nuevas canciones "I should live in salt", "Humiliation" y "Graceless" en el evento All Tomorrow's Parties en Camber Sands, Reino Unido.
La canción "Runaway" se usó en la película de 2013 Warm Bodies.

### Trouble Will Find Me and Mistaken for Strangers (2013–2017)
Trouble Will Find Me fue lanzado a través de 4AD Records el 21 de mayo de 2013 en los EE. UU. con gran éxito de crítica. El álbum debutó con las primeras listas de ventas de la primera semana en todo el mundo, ocupando el número 3 en los EE. UU., Canadá y el Reino Unido, entre otros. En su primera semana, el álbum vendió 74,722 copias en los Estados Unidos y desde entonces ha vendido 400,000 copias solo en los Estados Unidos. Después del lanzamiento, la banda se embarcó en una gira mundial en apoyo del álbum. Trouble Will Find Me obtuvo una nominación al Mejor Álbum Alternativo en los Grammys 2014.
El título del álbum fue anunciado el 25 de febrero de 2013. El título, la lista de canciones y la carátula del álbum fueron revelados el 21 de marzo. La banda lanzó el video de "Demons", el primer sencillo del álbum, en YouTube el 8 de abril. Durante un Reddit AMA el 8 de mayo, estrenaron el video de "Sea of Love", basado en el video de Zvuki Mu para Grubiy Zakat.
El 28 de febrero de 2013, anunciaron el próximo lanzamiento de un documental que narra el viaje de gira del hermano del cantante principal, Tom Berninger, con la banda. La película, titulada Mistaken for Strangers, se estrenó en el Tribeca Film Festival de Nueva York el 17 de abril. Mistaken for Strangers ha sido descrito como "una representación divertida, excéntrica y profundamente conmovedora del arte, la familia, el auto-sabotaje y las intrincadas complejidades del amor fraternal". La película se estrenó en cines en los Estados Unidos y Europa.
La banda también tocó en varios festivales en el verano de 2013, incluido el Boston Calling Music Festival en mayo, Bonnaroo en junio, Bunbury Music Festival en Cincinnati y los principales festivales europeos Roskilde Festival y Rock Werchter en julio. Luego regresaron a Norteamérica para el Festival de Música y Artes Lollapalooza y Outside Lands Music and Arts Festiva l en agosto, el St. Jerome's Laneway Festival en septiembre,  y Austin City Limits en octubre. The National volvió a encabezar The Boston Calling Music Festival en septiembre de 2014, junto con Lorde y The Replacements.
En 2013, contribuyeron con la canción "Lean" a la banda sonora oficial de la película Los juegos del hambre: en llamas.
La banda interpretó "Graceless" y "I Need My Girl" en el episodio del 8 de marzo de 2014 de Saturday Night Live.
Varias de sus canciones fueron utilizadas en televisión:
·"Fireproof" se usó en dos episodios de la temporada 4 de Covert Affairs - "Vamos" y "River Euphrates".
·"Hard to Find" se usó en un episodio de la Temporada 3 de Suits, así como en la Temporada 1, Episodio 11 de The Originals "Apres Moi, Le Deluge".
·"England" se usó en un comercial para el iPhone 5S de Apple durante la Copa Mundial 2014.
En junio de 2014, The National tocó 3 espectáculos consecutivos en el Celebrate Brooklyn Music Festival. La banda cerró el verano de 2014 con actuaciones en los principales festivales de toda Europa, incluidos NorthSide, Pukkelpop, Way Out West y Lowlands, y continuó encabezando festivales en los Estados Unidos y Canadá durante el otoño.
En una entrevista publicada en junio de 2014, Berninger declaró que The National intentaría un nuevo enfoque para escribir y grabar un álbum, con planes de comenzar en octubre de 2014.
El 2 de abril de 2015, The National lanzó el sencillo "Sunshine On My Back". La canción se ofrece como descarga gratuita para alquilar o comprar el documental de la banda Mistaken for Strangers en su sitio web oficial. La canción proviene de las sesiones de grabación de Trouble Will Find Me y cuenta con Sharon van Etten.
La banda encabezó un puñado de festivales durante 2015, incluyendo Eaux Claires, un festival de música celebrado en Eau Claire, Wisconsin, comisariada por el líder de Bon Iver, Justin Vernon, y Aaron Dessner de The National. También encabezaron Treasure Island Music Festival.
El 16 de octubre de 2015, la banda estrenó una nueva canción llamada "Roman Candle" (que luego se lanzaría como "Walk It Back" en Sleep Well Beast) en Troubadour en Los Ángeles.
En una entrevista publicada en noviembre de 2015, Berninger expresó el deseo de la banda de tocar sus nuevas canciones en vivo antes de grabarlas: "Durante el verano de 2016 haremos muchos shows con las nuevas cosas y luego grabaremos el próximo álbum”.
El 2 de marzo de 2016, se anunció que la banda encabezaría el Latitude Festival en Reino Unido. El mismo año encabezaron festivales como Byron Bay Bluesfest, Auckland City Limits, Field Trip, Down The Rabbit Hole, Super Bock Super Rock, Latitude Festival y Longitude Festival.  También tocaron Free Press Summer Festival, Tinderbox, Pistoia Blues Festival y el primer Panorama Festival anual en Nueva York. En agosto de 2016, Berninger indicó que el nuevo álbum tenía influencias electrónicas mientras estrenaron la canción "Prom Song 13th Century (Frankie & Johnny)" con St. Vincent.

### Sleep Well Beast (2017)
El 11 de mayo de 2017, el sencillo "The System Only Dreams in Total Darkness" fue lanzado después de dos días de misteriosos teasers. Al mismo tiempo, se anunció un nuevo álbum, titulado Sleep Well Beast, que se lanzó el 8 de septiembre de 2017. El segundo sencillo del álbum, "Guilty Party" fue lanzado el 28 de junio de 2017. La banda lanzó "Carin at the Liquor Store", el tercer sencillo del álbum, el 8 de agosto de 2017. El 29 de agosto de 2017, lanzaron el cuarto sencillo, "Day I Die". 
La banda programó una gira mundial en apoyo del álbum, que comenzó en septiembre de 2017. En agosto de 2017, "The System Only Dreams in Total Darkness" se convirtió en la primera canción de la banda en alcanzar el número uno en una lista de canciones de Billboard, alcanzando el número uno en la tabla de Adult Alternative Songs.
El 28 de noviembre de 2017, el álbum fue nominado para dos premios Grammy: al mejor álbum de música alternativa y al mejor paquete de grabación, Más tarde ganó el Grammy al Mejor Álbum de Música Alternativa.
Mientras estaba de gira para apoyar el álbum, The National interpretó nueva música durante una actuación en Zagreb, Croacia.

### I Am Easy to Find (2019)
El 5 de marzo de 2019, en una entrevista con Indie88 en Toronto, Aaron Dessner confirmó que el nuevo álbum de la banda se llamaría I Am Easy to Find, y su lanzamiento estaba programado para el 17 de mayo. También debutó el primer sencillo del álbum "You Had Your Soul with You". La banda también anunció un cortometraje dirigido por Mike Mills del mismo nombre protagonizado por Alicia Vikander, que utiliza diferentes arreglos de canciones del álbum como banda sonora. 
El 4 de abril de 2019, la banda lanzó su segundo sencillo y canción de clausura de I Am Easy to Find titulada "Light Years", acompañada de un video musical protagonizado por Alicia Vikander.
El 1 de mayo de 2019, la banda lanzó su tercer sencillo de I Am Easy to Find titulado "Hairpin Turns", acompañado de un video musical.
La banda lanzará un set de casete titulado Juicy Sonic Magic para el Record Store Day Black Friday el 29 de noviembre de 2019, que presentará su set en el Hearst Greek Theatre en Berkeley, California, en septiembre de 2018.

## Estilo musical
The National ha sido comparado con Joy Division, Leonard Cohen, Interpol, Wilco, Depeche Mode, U2 y Nick Cave and the Bad Seeds.

## Discografía
- The National (2001)
- Sad Songs for Dirty Lovers (2003)
- Alligator (2005)
- Boxer (2007)
- High Violet (2010)
- Trouble Will Find Me (2013)
- Sleep Well Beast (2017)
- I am easy to Find (2019)
- First two pages of Frankenstein (2023)
- Laugh Track (2023)
- Rome (2025)